# Coccophagus pernigritus
Coccophagus pernigritus är en stekelart som beskrevs av De Santis 1948. Coccophagus pernigritus ingår i släktet Coccophagus och familjen växtlussteklar. Inga underarter finns listade i Catalogue of Life.